# Daniel Brata
Daniel Brata (ur. 29 lutego 1984) – rumuński judoka.
Największym sukcesem zawodnika jest dwa razy brązowy medal mistrzostw Europy w 2005 i 2009 roku w Rotterdamie i Tbilisi w kategorii do 100 kg.